# Alto Guadalentín
L'Alto Guadalentín, conosciuto anche come Comarca de Lorca o Campo de Lorca, è una delle 12 comarche della Regione di Murcia. Conta 142.198 abitanti (2011) ed ha come capoluogo la città di Lorca.
Questa comarca, posta a sud-ovest della regione, ha una superficie di ben 2.073 km², simile a quella della Provincia di Foggia, la 3ª provincia italiana più vasta. Tale estensione comporta una notevole varietà di paesaggi; villaggi costieri, boschi, pianure desertiche, coltivazioni e brulle montagne convivono in questa che viene considerata quasi una provincia all'interno di un'altra.
Attualmente questa comarca presenta seri problemi di desertificazione.

## Comuni
|                  | \| Comune \| Abitanti \| \| ---------------- \| -------- \| \| Lorca \| 92.869 \| \| Águilas \| 34.990 \| \| Puerto Lumbreras \| 14.339 \| |
| Comune           | Abitanti |
| Lorca            | 92.869 |
| Águilas          | 34.990 |
| Puerto Lumbreras | 14.339 |